# Myret Zaki
Pour les articles homonymes, voir Zaki.
Myret Zaki, née le 10 février 1973 au Caire, est une journaliste économique suisse romande.
Rédactrice en chef du magazine économique Bilan de 2014 à 2019, elle est l'auteur de plusieurs ouvrages liés à l'actualité financière, principalement suisse et américaine. 

## Biographie

### Origines et famille
Myret Zaki naît le 10 février 1973 au au Caire, en Égypte. 
Son père, politologue, a dirigé les rédactions de quotidiens nationaux égyptiens (Al Akhbar, Al Ahali), alors que sa mère est interprète à l’ONU.  
Myret Zaki vit à Genève depuis 1981.  

### Études, parcours professionnel et publications
En 1997, elle fait ses débuts dans la banque privée genevoise Lombard Odier Darier Hentsch & Cie, où elle se forme à l'analyse financière. En 1998, elle obtient un MBA de la Business School of Lausanne. 
Stéphane Benoit-Godet l'engage en 2001 à la rubrique économique au journal LeTemps. De 2001 à octobre 2009, elle dirige les pages et suppléments financiers du quotidien suisse Le Temps. 
En octobre 2008, Myret Zaki publie son premier ouvrage, UBS, les dessous d'un scandale, livre sur la banque UBS, mise en difficulté par les autorités américaines dans plusieurs affaires d'évasion fiscale aux États-Unis et surtout par la crise des subprimes. Elle obtient le prix de Journaliste Suisse 2008 de Schweizer Journalist.
En janvier 2010, elle devient rédactrice en chef adjointe du magazine Bilan. En février de la même année, elle publie Le Secret bancaire est mort, vive l'évasion fiscale. Dans ce livre, elle expose la guerre économique qui a mené la Suisse à abandonner son secret bancaire, tandis que les places financières anglo-saxonnes attirent toujours impunément l'évasion fiscale en provenance du reste du monde, grâce à leurs outils (trusts, sociétés-écrans, arrangements fiduciaires) supérieurs au secret bancaire helvétique. Elle explique que l'évasion fiscale est devenue un produit de luxe, seules les plus grandes fortunes pouvant s'offrir un « permis d'évader » sous la forme d'arrangements coûteux et opaques pour dissimuler leurs avoirs dans les juridictions anglo-saxonnes.
En 2011, elle publie La Fin du dollar qui prédit la fin du statut de monnaie de réserve de la monnaie américaine à cause de sa dévaluation prolongée et de la dérive monétaire de la Réserve fédérale des États-Unis. Le 3 décembre 2011, elle intervient lors de la conférence L'État et les banques, les dessous d'un hold-up historique avec Étienne Chouard, lors de laquelle elle explique comment les attaques spéculatives ont contribué à la déstabilisation de la zone euro, dont l'échec est l'une des conditions de la survie du dollar.
En 2014, elle est nommée rédactrice en chef du bimensuel économique Bilan, elle remplace dès le 1er novembre Stéphane Benoit-Godet, appelé à prendre la tête du Temps. Après une tentative infructueuse de racheter le titre à son éditeur Tamedia, elle quitte la rédaction de Bilan au printemps 2019.
Depuis janvier 2025, Myret Zaki travaille pour le journal le Blick. Auparavant elle y faisait des chroniques.  

### Positionnements
Elle se positionne politiquement comme une défenseuse du libéralisme.
Elle met en lumière les mécanismes du protectionnisme en temps de guerre économique, et considère le libre-échange comme une utopie.

## Publications
- UBS, les dessous d'un scandale, Éditions Favre, octobre 2008.
- Le Secret bancaire est mort, vive l'évasion fiscale, Éditions Favre, février 2010.
- La Fin du dollar. Comment le billet vert est devenu la plus grande bulle spéculative de l’histoire, Éditions Favre, avril 2011.
- La finance de l'ombre a pris le contrôle, coécrit avec Dominique Morisod, Éditions Favre, avril 2016.
- Désinformation économique, Editions Favre, février 2022.

Préface
- La bourse et la vie, de Michel Girardin, éditions Slatkine, 2012.